# بوتیک

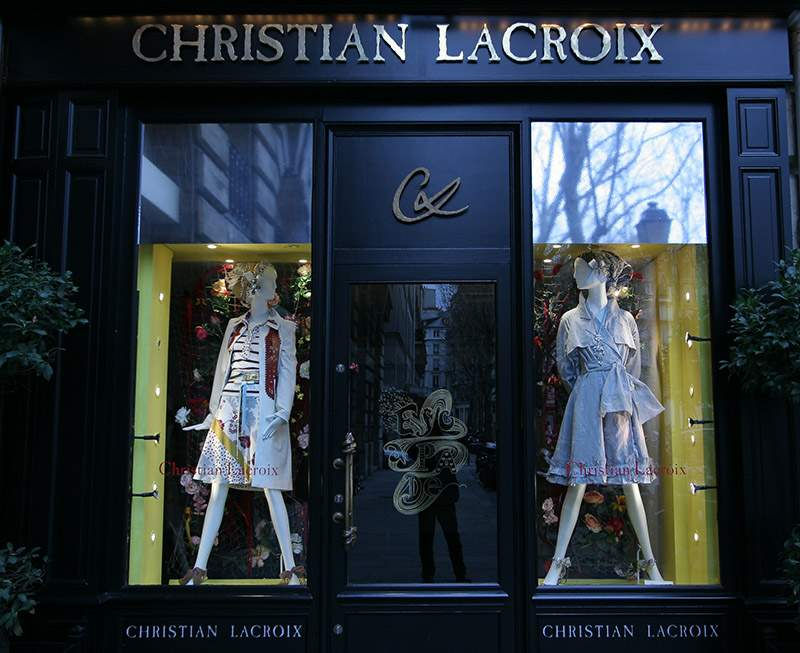
ویترین یک بوتیک طراحی مد کریستین لاکروآ در پاریس

بوتیک (به فرانسوی: Boutique) یک فروشگاه است که در آن پوشاک، کفش، عطر و مانند آن فروخته می‌شود. در زبان انگلیسی بوتیک به فروشگاه کوچکی گفته می‌شود که پوشاک و جواهرات مد روز یا لوکس بفروشد. واژه بوتیک در زبان فرانسه در معنای فروشگاه بکار می‌رود که خود آن برگرفته از واژه‌ای یونانی (ἀποθήκη)به معنی فروش‌خانه است.
در کشورهای غربی، واژه بوتیک معمولاً با کالاها و خدماتی در پیوند است که عناصری دارند که بهای بسیار گران آنها را توجیه کند.